# アレックス・マーフィー (バスケットボール)
アレックス・ジェームズ・マーフィー（Alex James Murphy、1993年6月3日 - ）は、アメリカ合衆国出身の男子プロバスケットボール選手。ポジションはパワーフォワード。アメリカとフィンランドの二重国籍であり、フィンランド代表でもプレーしている。

## 来歴

### 高校、大学時代
セントマークス高校在籍時にはニック・スタウスカスやケーレブ・ターズースキーと共にプレーしたいた。
デューク大学、 フロリダ大学、ノースイースタン大学にてNCAAを経験。

### ヨーロッパでのキャリア(2017-2021)
卒業後はヨーロッパに渡り、フィンランド、ハンガリー、スペインでプレー。

### 日本でのキャリア(2021-2023)
2021年、福島ファイヤーボンズに移籍。
2022年オフ、レバンガ北海道に移籍。
2023年2月26日付でレバンガ北海道を契約満了につき退団。

### CBエストゥディアンテス(2023-2024)
2023年夏、CBエストゥディアンテスに移籍。国内リーグのLEBオロでは33試合に出場し、1試合平均18.1分の出場で、6.9得点、2.3リバウンド、フィールドゴール成功率52.6パーセント、スリーポイント成功率36.9パーセント、フリースロー成功率48.8パーセント、プレーオフでは7試合に出場し、1試合平均16.3分の出場で、6.9得点、3.7リバウンド、スリーポイント成功率23.5パーセント、フリ.ースロー成功率61.5パーセントという成績を残した。

### 再び日本へ(2024-)
2024年6月、トライフープ岡山に移籍した。
2025年1月31日にアルバルク東京への移籍が発表された。A東京では4試合に出場したが、同年2月27日に契約満了となった。
2025年3月4日に島根スサノオマジックに移籍した。

### 代表歴
2016年にフィンランド代表に初選出され、以降も代表でプレーしている。2023年FIBAバスケットボールワールドカップに出場した。

## 経歴
- デューク大学（NCAA：2011-2014）
- フロリダ大学（NCAA：2014-2016）
- ノースイースタン大学（NCAA：2016-2017）
- Joensuun Kataja Basket（フィンランド・コリスリーガ：2017-2018）
- Szolnoki Olajbanyasz KK（ハンガリー・Aディビジョン：2018-2019）
- サン・セバスティアン・ギプスコアBC（スペイン・LEBオロ：2019-2020）
- Coviran Granada（スペイン・LEBオロ：2020-2021）
- 福島ファイヤーボンズ（2021-2022）
- レバンガ北海道（2022-2023）
- CBエストゥディアンテス (2023-2024)
- トライフープ岡山（2024-2025.1）
- アルバルク東京（2025.1-2025.2）
- 島根スサノオマジック（2025.3-2025.4）

## 人物・エピソード
父親のジェイ・マーフィーは元バスケットボール選手で、NBAでのプレー経験がある。兄のエリック・マーフィーもバスケットボール選手で、2013-2014シーズンはシカゴ・ブルズでプレーしていた。エリックは2020年から2023年まで福島に在籍しており、アレックスとは当時共にチームメイトとしてプレーしていた。